# Jean-Guy Dubois
Pour l’article homonyme, voir Dubois.
Jean-Guy Dubois LL.L. (né le 2 avril 1948) est un avocat, professeur et homme politique fédéral du Québec. Depuis 1997, il est juge à la Cour supérieure du Québec.

## Biographie
Né à Sainte-Cécile-de-Lévrard dans la région du Centre-du-Québec, M. Dubois entama sa carrière publique par deux défaites électorales à titre de candidat du Parti libéral du Canada dans la circonscription fédérale de Lotbinière lors d'une élection partielle en 1978 et en 1979 contre le créditiste Richard Janelle. Élu en 1980, il fut à nouveau défait en 1984 par le progressiste-conservateur Maurice Tremblay.
Durant son passage à la Chambre des communes, il est secrétaire parlementaire du ministre de l'Emploi et de l'Immigration de 1983 à 1984.
Il est nommé juge à la Cour supérieure le 29 janvier 1997 dans le district de Drummond. Parmi les causes entendues devant lui, on peut citer celle très controversée, sur l'imposition du cours d'éthique et de culture religieuse (ECR), où il a pris une approche diamétralement opposée à celle du juge Gérard Dugré de Montréal qui a accordé au collège Loyola de pouvoir enseigner le cours ECR dans une perspective catholique. S'appuyant seulement sur le témoignage de l'expert gouvernemental Gilles Routhier, lequel témoignage « fris[ait] la malhonnêteté » selon le professeur Guy Durand, le juge Dubois a refusé d'accorder l'exemption aux parents qui s'opposaient à l'imposition du cours ECR à leurs enfants.